# Fontenermont
Fontenermont era una comuna francesa situada en el departamento de Calvados, de la región de Normandía, que el 1 de enero de 2017 pasó a ser una comuna delegada de la comuna nueva de Noues-de-Sienne al fusionarse con las comunas de Champ-du-Boult, Courson, Le Gast, Le Mesnil-Benoist, Le Mesnil-Caussois, Mesnil-Clinchamps, Saint-Manvieu-Bocage, Saint-Sever-Calvados y Sept-Frères.

## Demografía
| Gráfica de evolución demográfica de Fontenermont entre 1800 y 2014 |
|                                                                    |

Los datos demográficos contemplados en este gráfico de la comuna de Fontenermont se han cogido de 1800 a 1999 de la página francesa EHESS/Cassini, y los demás datos de la página del INSEE.